# 若井敬
若井敬（わかいたかし）は日本の実業家。近鉄グループホールディングス代表取締役社長。

## 来歴・人物
愛知県出身。1983年、京都大学経済学部卒後、近畿日本鉄道（現、近鉄グループホールディングス）入社。2016年、 取締役常務執行役員、2021年から現職。
2024年6月25日の人事で、社長への昇進が発表された。